# Authentification forte
Pour les articles homonymes, voir Forte.
 (mars 2013).
Si vous disposez d'ouvrages ou d'articles de référence ou si vous connaissez des sites web de qualité traitant du thème abordé ici, merci de compléter l'article en donnant les références utiles à sa vérifiabilité et en les liant à la section « Notes et références ».

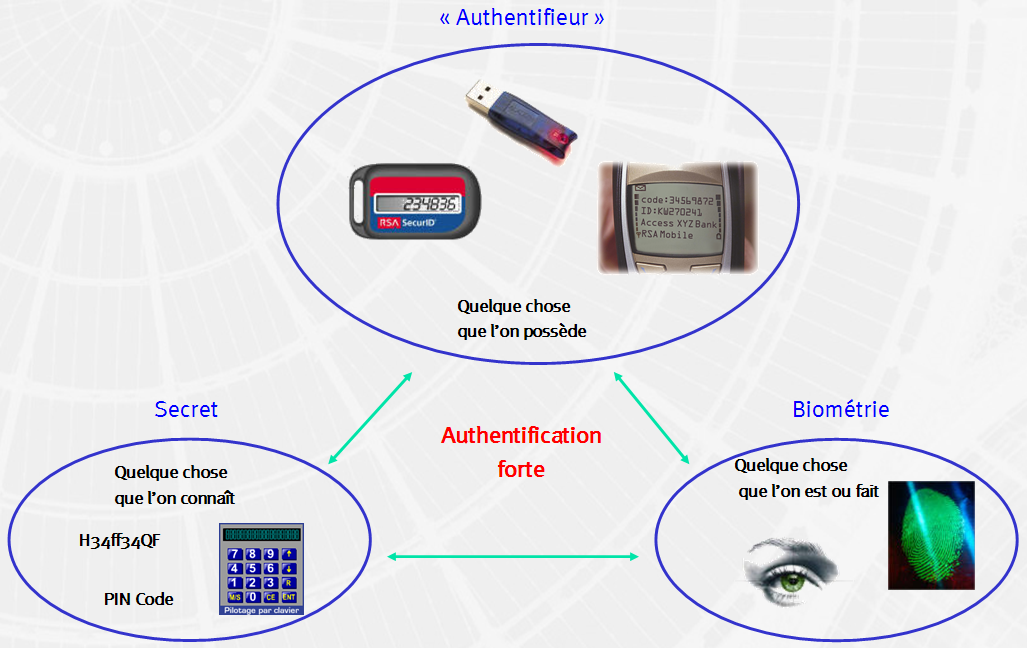
Principe de l'authentification forte.

L’authentification forte est, en sécurité des systèmes d'information, une procédure d’identification qui requiert la concaténation d’au moins deux facteurs d’authentification différents.
La directive européenne DSP2 entrée en vigueur en 2018 et 2019 fixe notamment les règles de « l'authentification forte » dans le secteur bancaire, secteur influent dans le domaine.
En 2021, l’ANSSI distingue l’authentification forte de l’authentification multifacteur : l’authentification forte, dans cette définition, repose sur des mécanismes cryptographiques jugés forts mais pas nécessairement sur plusieurs facteurs d’authentification.

## Les facteurs de l'authentification forte

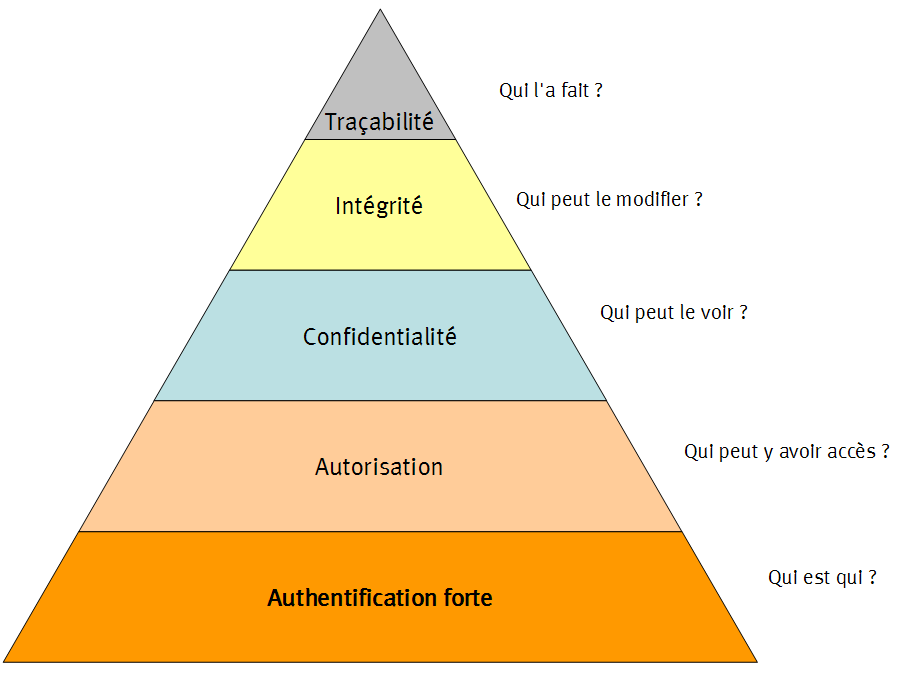
Représentation de « l'authentification forte » sous forme de la base d'une pyramide constituée des mécanismes de sécurité.

## Technologies pour l'authentification forte

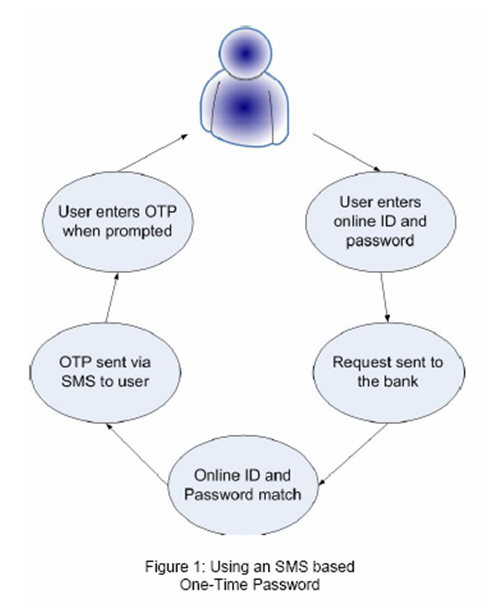
Fonctionnement d'un One Time Password via SMS.

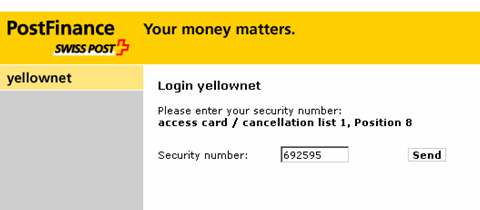
Liste TAN.

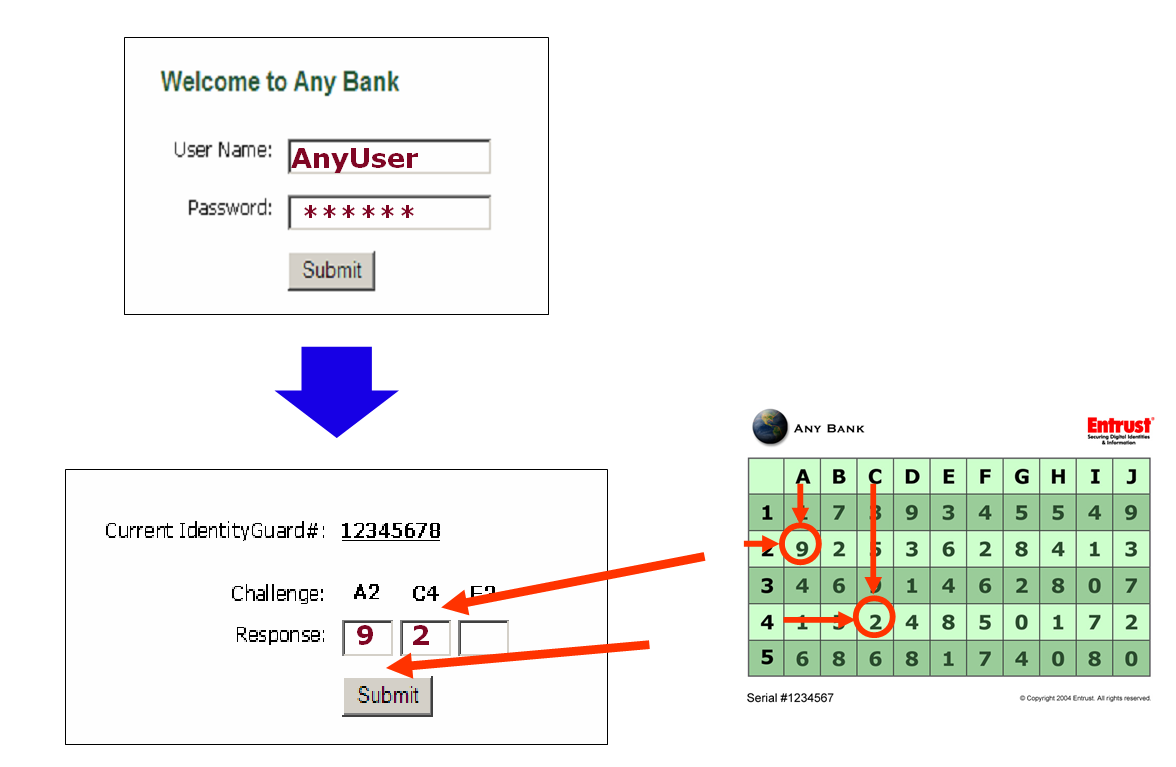
Fonctionnement d'une carte matricielle.

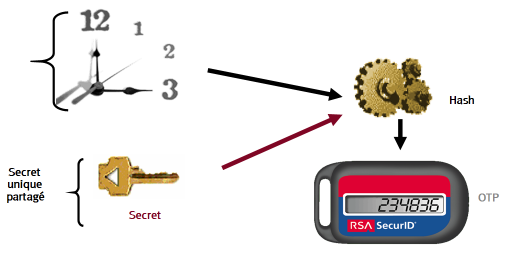
Fonctionnement d'un authentifieur fondé sur le temps.

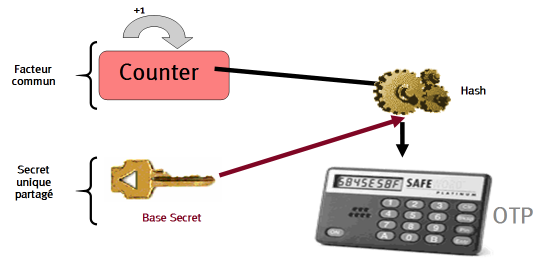
Fonctionnement d'un authentifieur fondé sur un compteur.

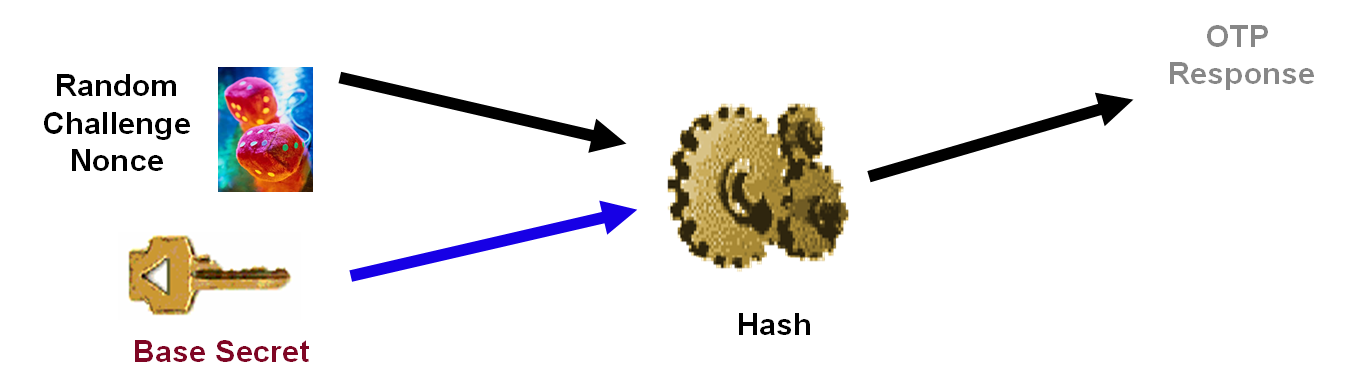
Fonctionnement d'un authentifieur fondé sur un mécanisme de « Challenge Response ».

### Certificat Numérique

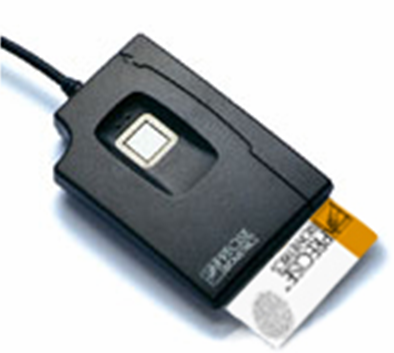
Carte à puce.

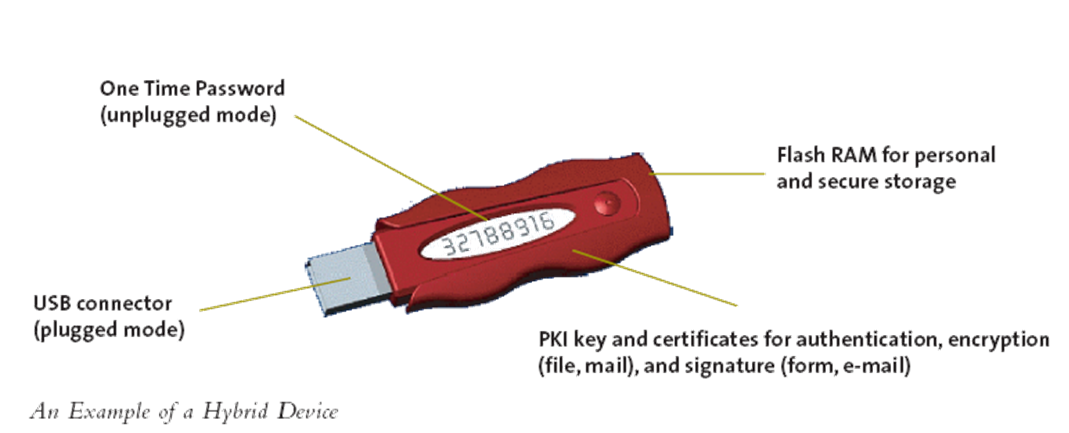
Exemple d'authentifieur hybride.